# Citroën Xantia
La Citroën Xantia est une automobile de gamme moyenne, fabriquée à Rennes à 1 528 800 exemplaires entre mars 1993 et 2001 et remplaçante de la Citroën BX.
Elle est équipée comme sa devancière de la suspension hydropneumatique. Elle offre sur les finitions haut de gamme la suspension « Hydractive » de la XM, dans sa version « Hydractive II ». Par ailleurs, la série Activa ajoute à l'« Hydractive II » le SC/CAR (système Citroën de contrôle actif de roulis) qui tend à supprimer le roulis. La  Xantia est dotée d'un train arrière autodirectionnel dérivé de la ZX.
Elle est motorisée par des 4-cylindres de 1 580 à 2 088 cm3 ou par un V6 de 2 946 cm3.
Dessinée  par Bertone, c'est une « deux volumes et demi » avec quatre portes et hayon.

## Ébauches étymologiques
Le nom de modèle « Xantia » est, semble-t-il, emprunté au grec ancien ξανθός / xanthós, « jaune, jaunâtre, blond ». Il est question de la chevelure blonde d'Achille ou d'Ulysse dans l'Iliade, par exemple. La blondeur est chez les Grecs un signe de noblesse car, dans un monde méditerranéen où le brun prévaut, la rareté du blond en fait un somptueux attribut. Ainsi les héros et les dieux grecs sont-ils présentés de la sorte. Citroën a donc fait le choix de donner un nom prestigieux à sa berline en modifiant l'adjectif grec pour lui donner une allure féminine : Xanthia (le véritable féminin grec étant ξανθή / xanthḗ). On peut supposer que pour des raisons commerciales, le h ait été supprimé pour alléger le nom. Notons qu'en Grèce où elle fut aussi commercialisée, le même phénomène linguistique se réalise à propos de la Xantia.
Toutefois, pour accréditer la thèse hellénisante de l'étymologie de la Xantia, la série Athéna, qui porte le nom de la déesse grecque éponyme des arts, des techniques, de la guerre puis de la sagesse, apporte un élément supplémentaire de prestige car c'est une déesse de premier plan dans la culture et la littérature grecques.

## Historique

### La Xantia Phase I (1993 - 1997)
Présentée à la presse en décembre 1992, la Xantia voit sa ligne saluée pour sa beauté (avec le prix de la plus belle voiture de l'année de 1993) et sa finition récompensée pour ses progrès par rapport à la BX.
En mars 1993, la berline est lancée. Elle propose alors deux finitions et trois motorisations essence (1.8i de 103 ch, 2.0i de 123 ch, et 2.0 16V de 155 ch reprenant le bloc de la ZX). Les versions VSX (haut de gamme) sont équipées du système hydropneumatique "Hydractive II", suspension hydropneumatique pilotée électroniquement, qui diminue le roulis et améliore la tenue de route sans pour autant dégrader le confort : la suspension hydropneumatique classique se voit adjoindre une sphère supplémentaire par essieu, déconnectable (par le biais d'électrovannes) du circuit normal comportant une sphère par vérin de suspension. Cela permet de définir deux états de souplesse et d'amortissement de la suspension : un "souple" (3 sphères en jeu, les deux vérins du même train communiquant entre eux) et un "sport" (chaque vérin est indépendant, ne travaillant que sur une seule sphère). Des capteurs permettent au calculateur de choisir entre les deux modes de suspension suivant les situations de roulage. Un bouton dans l'habitacle permet de modifier les lois de passage. Lorsque le bouton est enclenché, la voiture passe plus fréquemment en mode sport sauf si rien ne le justifie. En cas de défaut sur le système, la voiture reste en mode ferme en permanence.
En juin 1993, les motorisations Diesel sont mises sur le marché avec deux 1 905 cm3 de 71 ch (XUD9A atmosphérique) et 92 ch (XUD9TF turbo avec échangeur air-air). En juillet de la même année (modèle 1994), les motorisations essence sont complétées d'un 2.0i 16V de 150ch. À l'exception de ce dernier et du 1.6i, toutes les motorisations sont désormais disponibles en boite automatique. Enfin, en décembre 1993, le système hydropneumatique est modifié, l'ensemble pompe 6 pistons (à 1 sortie) et répartiteur de débit étant abandonné au profit d'une pompe à deux sorties (dite 6 + 2) sans répartiteur. La Xantia est désormais dotée du système SC-MAC (Système Citroën de Maintien d'Assiette Constante) qui lorsque la pression dans le circuit haute pression baisse, coupe la circulation du liquide hydraulique entre les vérins de suspension et ledit circuit haute pression, empêchant l'affaissement du véhicule lors d'arrêts prolongés. Ce système induit l'apparition d'une sphère additionnelle qui contrairement aux croyances ne sert pas de réserve pour le maintien de l'assiette mais d'accumulateur de secours pour le freinage en cas d'anomalie de fonctionnement ou fermeture franche du clapet SC-MAC arrière. Située sur le train arrière, elle porte à 6 le nombre total de sphères sur l'installation de base et à 8 sur une Hydractive II.
La finition haut de gamme "Exclusive" fait également son apparition pour le millésime 1994.
L'année 1994 est marquée par un premier changement extérieur : à partir de Juillet, la Xantia voit ses chevrons migrer du dessus du capot à la calandre, comme sa grande sœur la XM quelques mois plus tard. À l'intérieur du véhicule, des prétensionneurs de ceintures de sécurité sont ajoutés à l'avant et un volant à quatre branches renfermant un airbag est ajouté. Cette même année, la version Activa équipée du nouveau système anti-roulis SC-CAR permettant de virer parfaitement à plat voit le jour. Toutes les Activa reprennent le système Hydractive II, complété par deux vérins empêchant le roulis de dépasser 0,5°, portant ainsi le nombre de sphères total à 10. Ce modèle spécifique est d'abord équipé (octobre 1994 à juin 1995) du 2.0-16V ACAV (XU10J4) de 150 ch hérité des ZX 16V, 306 S16 et 405 Mi16. L'Activa est dotée de pneus spécifiques fabriqués par Michelin et conçus spécialement pour elle.

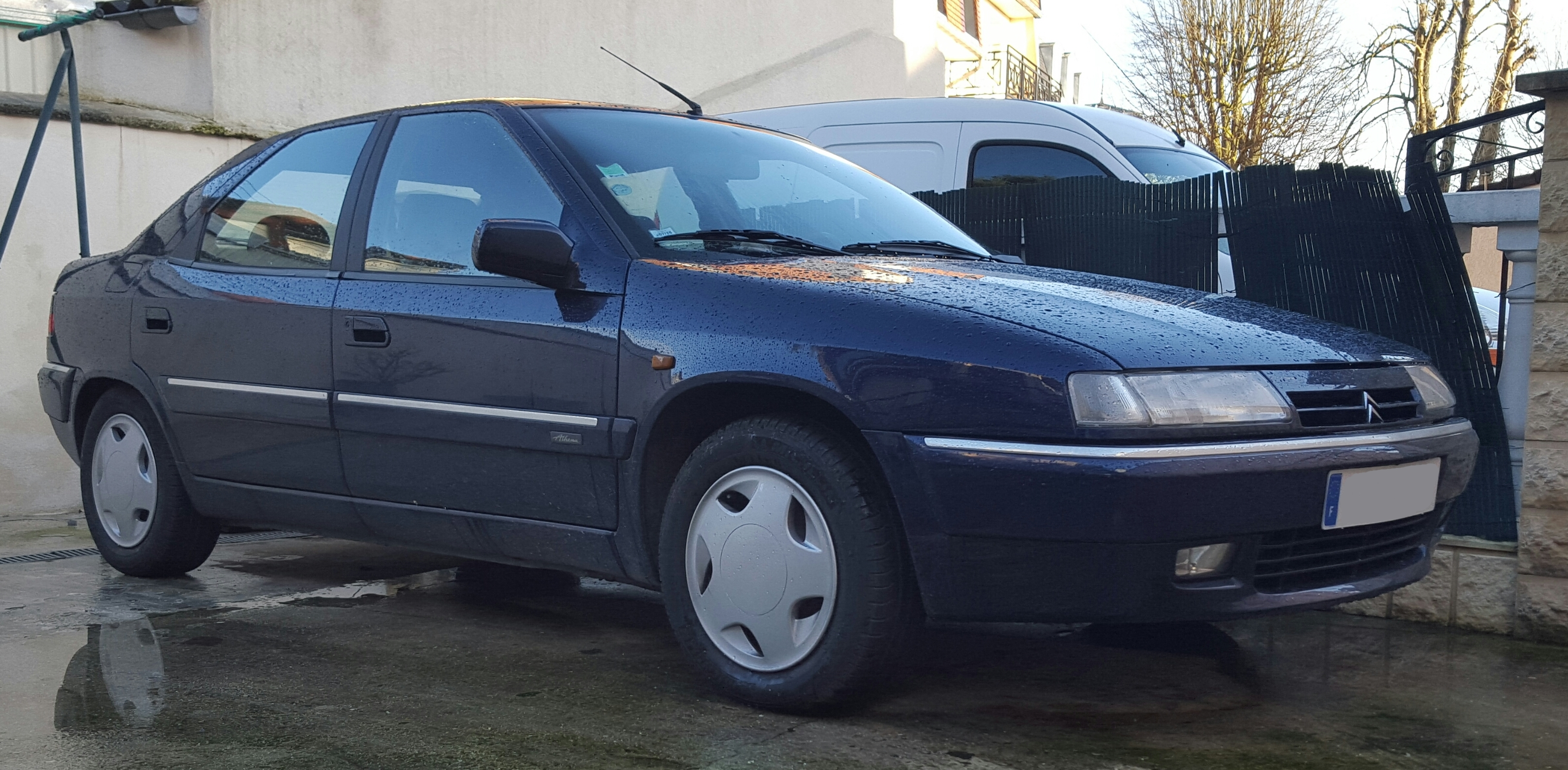
Les Xantia 2.0 Turbo CT, 2.1 TurboDiesel et 3.0 V6 ont un bouclier avant élargi. Ce bouclier sera standardisé sur les phases 2 à partir du restylage de 1998.

En 1995, de nouvelles motorisations viennent compléter la gamme Xantia ; d'abord dans les motorisations essence avec les 1.8i 16V de 112 ch, 2.0i-16V de 135 ch remplaçant le 150 ch et 2.0 Turbo CT de 150 ch (hérité de la XM et disponible pour les finitions VSX et Activa), puis les motorisations Diesel avec l'apparition du 2.1 Turbo Diesel (XUD11BTE) de 110 ch. L'avant des 2.1 TD et 2.0 Turbo CT est spécifique, dans le but de loger l'ensemble moteur/boîte : un nouveau berceau impose des voies élargies, ce qui entraîne un élargissement des ailes ainsi que du spoiler avec de grosses entrées d'air et des antibrouillards spécifiques. Cet avant sera également repris sur les motorisations V6. Enfin, en septembre 1994 (modèle 1995), Citroën propose la version break, d'une longueur de 4,65 m.
Quelques menus changements interviennent au cours de l'année 1996, Ainsi, le 2.1 Turbo Diesel 12s de 110 ch est proposé sur les versions break. Le 1.9 D est remplacé par le 1.9S D (XUD9SD) de 75 ch, équipé d'un turbo basse pression sans échangeur. Le 1.9 TD reçoit une gestion électronique BOSCH VP20, la puissance passant à 90 ch. Ces deux nouvelles motorisations sont équipées de vanne EGR et d'un catalyseur pour des raisons de normes antipollution.
Pour l'année modèle 1997 (dernière année avant Phase II), la Xantia 2.1 Turbo Diesel (110 ch - 12s) reçoit un catalyseur sur la tuyauterie d'échappement et en même temps, un 3ème feu stop encadré dans le hayon sous la lunette arrière. Ce Feu stop est repris sur toutes les autres versions.
Dans sa cinquième année de commercialisation (1997), la Xantia reçoit sous son capot le « moteur V6 ESL », type ES9J4, 3.0 24 soupapes essence de 194 ch, qui équipe alors en option les finitions Activa et Exclusive. Le V6 est disponible uniquement en boîte manuelle 5 rapports sur l'Activa et en boîte automatique ZF 4HP20 pour les Exclusive. Côté break V6, il n'y a que des Exclusive et le choix boîte manuelle ou automatique est possible.

### La Xantia Phase II (1998 - 2010)
Fin 1997 (modèles 1998), la Xantia subit un restylage important. Extérieurement, la face avant est redessinée et les feux arrière passent de rouges et noirs à rouges et blancs. Intérieurement, la barre de maintien sur le tableau de bord du côté passager disparaît, remplacée par une boîte à gants plus classique, facilitant également l'incorporation d'un airbag avant passager. Enfin, côté motorisation, les ailes élargies inaugurées sur les 2.0 Turbo CT sont généralisées à toute la gamme. Le 1.6i est aussi remplacé par une version dégonflée du 1.8i, pour proposer 90 ch mais cependant un couple plus important.
La première année de la phase II (1998), une nouvelle motorisation Diesel fait son apparition : le 2.0 HDi (DW10ATED) de 110 ch. La Xantia est le premier modèle du groupe automobile PSA a bénéficier de ce moteur de nouvelle génération, un Diesel à rampe commune haute pression. Le 2.1 TD de même puissance demeure encore quelque temps disponible au catalogue parallèlement au HDi. Le 1.9 TD peut, quant à lui, être couplé à la boîte automatique Autoactive (AL4). Toutes les versions reçoivent les airbags frontaux et latéraux de série.
Dès lors, jusqu'à la fin de sa carrière en octobre 2002, la Xantia connaîtra peu d'évolutions majeures. En 1999, pour le millésime 2000, elle se voit proposer le 2.0 HDi (DW10TD) de 90 ch, version dégonflée du 2.0 HDi de 110 ch, en remplacement du 1.9 TD sur les versions à boîte manuelle. Le 2.1 TD est officiellement arrêté au profit du 2.0 HDi 110 ch. L'option pare-brise athermique apparaît au catalogue, le coefficient de réflexion thermique passe à 30 %, contre 6 % pour les pare-brise teintés standard. Enfin, en mars 2001, la fin de carrière approchant, la gamme est simplifiée, avec une seule finition "Tendance" bien équipée et seulement trois motorisations ; une essence et deux Diesel : le 1.8i 16V de 112 ch (essence) et les 2.0 HDi de 90 et 110 ch (Diesel).
Ainsi, en octobre 2002, la commercialisation s'achève sur le territoire français, cette berline familiale spacieuse et confortable se sera écoulée à 1 528 800 exemplaires, s'avérant être un franc succès pour le constructeur français. La robustesse et la fiabilité de ce modèle fait qu'on en retrouve encore sur les routes en 2020, presque 20 ans après la fin de sa carrière. Cette voiture a même retrouvé une seconde vie auprès des jeunes conducteurs en raison de sa fiabilité et de son prix très accessible sur le marché de l'occasion (de 500 à 2000 euros).

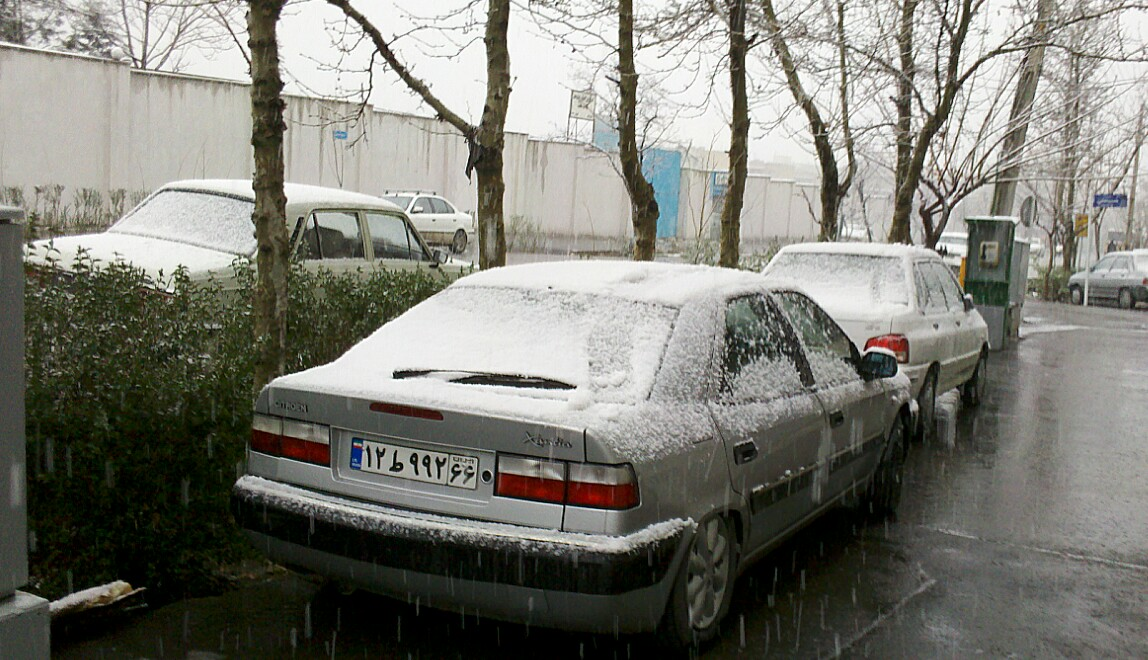
Citroën Xantia (modèle Saipa)

De 2001 à 2010, la Xantia mène une seconde vie en Iran, via un assemblage en CKD par le constructeur local Saipa, équipée du seul 2.0i 16V.
Au 4 mars 2021, la Xantia Activa v6 détient depuis 1999 le record du test de la baïonnette à 85 km/h devant bien des sportives.

### Phase 3
Une phase 3 est vendue en Iran de 2009 à 2010

## Les différentes versions

### Finitions
- X (entrée de gamme)
- SX (milieu de gamme)
- VSX (haut de gamme de 1993 au restylage Phase II)
- Exclusive (haut de gamme à partir du restylage)
- Activa

### Les séries limitées
Tout au long de sa carrière, la Xantia s'est déclinée en séries spéciales, situées généralement entre les finitions X et SX avec quelques équipements supplémentaires.
Phase I (1993-1997)
- Xantia "Anniversaire" (janv. 1994)

Premier restylage (Juillet 1994)
- Xantia "Prestige" (sept. 1994) 5000 ex.
- Xantia Dimension (Oct. 1994) (GB)
- Xantia "Tentation" (jan. 1995) 20800 ex.
- Xantia "Exclusive" (fév. 1995) puis intégration à la gamme normale
- Xantia "Sensation" (sept. 1995) 24300 ex.
- Xantia "Harmonie" (CH) (1996)
- Xantia "Harmonie" (F) (fév. 1996)
- Xantia "Tentation" (mars 1997) 31781 ex.
- Xantia "Audace" (sept. 1996) 29000 ex.
- Xantia "Athena" (avr. 1997) puis intégration à la gamme normale en juillet 1997

Phase II (1998-2002)
- Xantia "Monaco" (mars 1997) (Suisse)
- Xantia "75th anniversary" (juin 1998) (Australie)
- Xantia "Opera" (sept. 1998) (Suisse)
- Xantia "Séduction" (1999)
- Xantia "Millesime" (nov. 1999) 7000 ex.
- Xantia "Plaisir" (avr. 2000)
- Xantia "Ocean"
- Xantia "Collection"
- Xantia "Forte"
- Xantia "Plus"
- Xantia "Top"
- Xantia "Tendance" série spéciale "fin de carrière" (AM 2001 & 2002)

Sa remplaçante est la C5 qui abandonnera le système hydropneumatique à base de LHM (Liquide Hydraulique Minéral, de couleur verte) pour un système hydropneumatique simplifié, à base de liquide synthétique (LDS), ne gérant plus les freins.
Avec l'arrêt de la Xantia, on assiste donc à la fin du système hydropneumatique à base de LHM apparu sur la DS en septembre 1966 (Année modèle 1967).

## Caractéristiques

### Chaîne cinématique

#### Motorisations
| Modèle                      | Construction | Moteur                          | Cylindrée         | Performance     | Couple  | 0 à 100 km/h | Vitesse maximale | Consommation et émissions de CO2 |
| --------------------------- | ------------ | ------------------------------- | ----------------- | --------------- | ------- | ------------ | ---------------- | -------------------------------- |
| Citroën Xantia 1.6i         | 1994 - 1997  | 4 cylindres en ligne XU5 M3     | 1 580 cm3 (1,6 L) | 64 kW(88 ch)    | 128 N m | 13,7 s       | 174 km/h         | 8,8 L/100 km -                   |
| Citroën Xantia 1.8i 90      | 1995 - 2001  | 4 cylindres en ligne XU7 JB     | 1 761 cm3 (1,8 L) | 66 kW(90 ch)    | 147 N m | 14,6 s       | 180 km/h         | 8,4 L/100 km -                   |
| Citroën Xantia 1.8i 103     | 1993 - 1998  | 4 cylindres en ligne XU7 JP     | 1 761 cm3 (1,8 L) | 75 kW (103 ch)  | 153 N m | 12,5 s       | 188 km/h         | 8,2 L/100 km -                   |
| Citroën Xantia 1.8i 16v     | 1997 - 2002  | 4 cylindres en ligne XU7 JP4    | 1 761 cm3 (1,8 L) | 84 kW (112 ch)  | 161 N m | 11,7 s       | 193km/h          | 9 L/100 km -                     |
| Citroën Xantia 2.0i         | 1993 - 1996  | 4 cylindres en ligne XU10 J2C   | 1 998 cm3 (2,0 L) | 92 kW (123 ch)  | 175 N m | 10,6 s       | 200 km/h         | 10 L/100 km -                    |
| Citroën Xantia 2.0 16S      | 1995 - 2001  | 4 cylindres en ligne XU10 J4R   | 1 998 cm3 (2,0 L) | 99kW (135 ch)   | 180 N m | 10 s         | 203 km/h         | 9,1 L/100 km 219 g/km            |
| Citroën Xantia 2.0 Turbo CT | 1996 - 1998  | 4 cylindres en ligne XU10 J2TE  | 1 998 cm3 (2,0 L) | 112 kW (150 ch) | 245 N m | 9,7 s        | 214 km/h         | 10,5 L/100 km -                  |
| Citroën Xantia 2.0 16v      | 1993 - 1996  | 4 cylindres en ligne XU10 J4D/Z | 1 998 cm3 (2,0 L) | 115 kW (155 ch) | 186 N m | 10,6 s       | 205 km/h         | -                                |
| Citroën Xantia 3.0 V6       | 1997 - 2001  | 6 cylindres en V ES9 J4         | 2 946 cm3 (3,0 L) | 140 kW (190 ch) | 267 N m | 7,6 s        | 237 km/h         | 10,5 L/100 km 260 g/km           |

| Modèle                     | Construction | Moteur                         | Cylindrée         | Performance    | Couple  | 0 à 100 km/h | Vitesse maximale | Consommation et émissions de CO2 |
| -------------------------- | ------------ | ------------------------------ | ----------------- | -------------- | ------- | ------------ | ---------------- | -------------------------------- |
| Citroën Xantia 1.9D        | 1994 - 1996  | 4 cylindres en ligne XUD9 B    | 1 905 cm3 (1,9 L) | 53 kW (71 ch)  | 125 N m | 18,3 s       | 162 km/h         | 8,8 L/100 km -                   |
| Citroën Xantia 1.9SD       | 1996 - 1998  | 4 cylindres en ligne XUD9 SD   | 1 905 cm3 (1,9 L) | 56 kW (75 ch)  | 138 N m | 18 s         | 163 km/h         | 6,7 L/100 km -                   |
| Citroën Xantia 1.9 Turbo D | 1994 - 1998  | 4 cylindres en ligne XUD9 TE   | 1 905 cm3 (1,9 L) | 68 kW (92 ch)  | 201 N m | 13,9 s       | 178 km/h         | 8,2 L/100 km -                   |
| Citroën Xantia 1.9 Turbo D | 1998 - 1999  | 4 cylindres en ligne XUD9 TE   | 1 905 cm3 (1,9 L) | 66 kW (90 ch)  | 201 N m | 13,9 s       | 178 km/h         | 8,2 L/100 km -                   |
| Citroën Xantia 2.0 HDi 90  | 1999 - 2002  | 4 cylindres en ligne DW10 TD   | 1 997 cm3 (2,0 L) | 66 kW (90 ch)  | 205 N m | 12,7 s       | 178 km/h         | 5,6 L/100 km 154 g/km            |
| Citroën Xantia 2.0 HDi 110 | 1998 - 2002  | 4 cylindres en ligne DW10 ATED | 1 997 cm3 (2,0 L) | 81 kW (110 ch) | 250 N m | 11,2 s       | 191 km/h         | 5,5 L/100 km 150 g/km            |
| Citroën Xantia 2.1 Turbo D | 1995 - 1999  | 4 cylindres en ligne XUD11 BTE | 2 088 cm3 (2,1 L) | 81 kW (110 ch) | 255 N m | 12,1 s       | 196 km/h         | 5,5 L/100 km 237 g/km            |

## Promotion
En 1995, afin de promouvoir la Xantia Activa, Citroën se paie les services de l'athlète olympique américain Carl Lewis, comparant la capacité commune du modèle et de cette égérie à rester parfaitement droits dans les virages. La campagne est diffusée sur plusieurs médias (télévision, presse),.
En 1997, c'est le mannequin américain Cindy Crawford qui est recrutée comme égérie par les services publicitaires de Citroën à l'occasion d'un spot télévisé faisant l'éloge de la dotation sécuritaire de la Xantia.